# Renovació Política
Renovació Política, freqüentment citat com a REPO i escrit Renovacio politica d'acord amb la versió sense accents de les normes del Puig, és un partit polític d'àmbit valencià fundat l'any 2012 sota la presidència de Benjamín Lafarga Vázquez. Va nàixer com a reacció contrària a la decisió del president d'Unió Valenciana de no presentar candidatura a les eleccions a les Corts Valencianes de 2011 i de donar suport a la del Partit Popular de la Comunitat Valenciana i amb l'objectiu d'omplir el buit que deixaven els regionalistes fagocitats pel PP. En l'actualitat està dirigit per Joan Carles Ponce Martín.
Renovació Política s'autodefineix com un partit transversal i regeneracional, que defuig d'una ideologia concreta per tal d'agafar el millor de cadascuna. Demana una educació, una sanitat i una justícia del poble i per al poble. També defensa la desaparició de les diputacions provincials i un major autogovern per al País Valencià.
En la senda marcada per Unió Valenciana, REPO considera que el valencià i el català són dues llengües diferents, així com s'aplega sota la Reial Senyera com a única bandera dels valencians. Utilitza habitualment el terme estatutari Comunitat Valenciana, tot i que també fa ús del de Regne de València.
A pesar del seu programa polític, oficialment regeneracionista i valencianista, el seu President actual, Joan Carles Ponce, es va veure immers en una forta polèmica l'any 2014, quan va eixir a la llum una fotografia seua amb un bust del dictador espanyol Francisco Franco. Així mateix, a la seua pàgina de Facebook es recullen imatges i comentaris a favor de Franco i del feixisme.

## Resultats electorals
- Eleccions generals espanyoles de 2016: 569 vots = 0 diputats.[11]
- Eleccions generals espanyoles de 2015: 1.001 vots = 0 diputats (dins de la coalició Avant).[12]
- Eleccions a les Corts Valencianes de 2015: 1.307 vots = 0 diputats (dins de la coalició Avant).[13]
- Eleccions al Parlament Europeu de 2014: 11.427 vots = 0 diputats (en coalició amb UNIÓ, Accio Nacionalista Valenciana, Bloque Aragonés, Partido Regionalista por Andalucía Oriental).[14]